# Canadian Football League
Canadian Football League (CFL), på franska Ligue Canadienne de Football (LCF), är en professionell liga i kanadensisk fotboll i Kanada. CFL är den högsta nivån av kanadensisk fotboll i landet och därmed i världen. Ligan startade 1958 och har sitt ursprung i olika rugbyligor.
Ligan består av nio klubbar, alla i Kanada, fördelade på två divisioner.
För att få in mer pengar i ligan tog man i början av 1990-talet in även klubbar från USA, men efter ett par år slopades experimentet.
Flera spelare med spelvana från National Football League (NFL) har spelat i CFL.
Mästerskapsfinalen kallas Grey Cup och har spelats sedan 1909, nästan 50 år före CFL:s grundande (med vissa undantag för bland annat första världskriget).

## Organisation
CFL består av nio klubbar, med fyra i East Division och fem i West Division.
CFL har en egen draft, som hålls i slutet av april eller början av maj.
Ligans chef kallas commissioner och sedan 2017 är det Randy Ambrosie.

## Spelformat

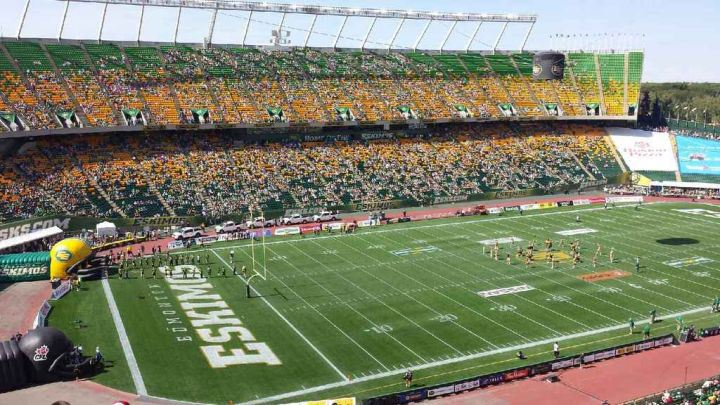
En match i Canadian Football League i Edmonton 2013.

CFL:s grundserie består av 18 matcher, som spelas på 21 veckor från början av juni till slutet av oktober. Varje klubb är därmed spelledig tre veckor under grundserien.
Populära inslag i grundserien är matcherna i Labour Day Classic kring Labour Day i början av september och Thanksgiving Day Classic på Thanksgiving i början av oktober.
Efter grundserien följer ett slutspel i november. Till slutspelet kvalificerar sig normalt sett de tre första klubbarna i respektive division, totalt sex klubbar. Om fyran i en division har bättre resultat än trean i den andra divisionen går dock den fyran till slutspel. Ettorna i de båda divisionerna står över den första slutspelsomgången.
Vinnarna av den andra slutspelsomgången kröns till divisionsmästare och dessa båda klubbar möts sedan i CFL-finalen Grey Cup.

## Nuvarande klubbar
| Division | Klubb                    | Stad      | Provins          | Land   | Hemmaarena                       | Kapacitet | Första säsong i CFL |
| -------- | ------------------------ | --------- | ---------------- | ------ | -------------------------------- | --------- | ------------------- |
| East     | Hamilton Tiger-Cats      | Hamilton  | Ontario          | Kanada | Tim Hortons Field                | 23 218    | 1958                |
| East     | Montreal Alouettes       | Montreal  | Québec           | Kanada | Percival Molson Memorial Stadium | 23 420    | 1958                |
| East     | Ottawa Redblacks         | Ottawa    | Ontario          | Kanada | TD Place Stadium                 | 24 000    | 2014                |
| East     | Toronto Argonauts        | Toronto   | Ontario          | Kanada | BMO Field                        | 30 991    | 1958                |
| West     | BC Lions                 | Vancouver | British Columbia | Kanada | BC Place                         | 54 500    | 1958                |
| West     | Calgary Stampeders       | Calgary   | Alberta          | Kanada | McMahon Stadium                  | 35 400    | 1958                |
| West     | Edmonton Elks            | Edmonton  | Alberta          | Kanada | Commonwealth Stadium             | 56 302    | 1958                |
| West     | Saskatchewan Roughriders | Regina    | Saskatchewan     | Kanada | Mosaic Stadium                   | 33 350    | 1958                |
| West     | Winnipeg Blue Bombers    | Winnipeg  | Manitoba         | Kanada | Investors Group Field            | 32 343    | 1958                |

## Nedlagda klubbar
| Klubb                                      | Stad                   | Provins/Delstat     | Land   | Första säsong i CFL | Sista säsong i CFL |
| ------------------------------------------ | ---------------------- | ------------------- | ------ | ------------------- | ------------------ |
| Baltimore Stallions                        | Baltimore              | Maryland            | USA    | 1994                | 1995               |
| Birmingham Barracudas                      | Birmingham             | Alabama             | USA    | 1995                | 1995               |
| Las Vegas Posse                            | Las Vegas              | Nevada              | USA    | 1994                | 1994               |
| Memphis Mad Dogs                           | Memphis                | Tennessee           | USA    | 1995                | 1995               |
| Ottawa Renegades                           | Ottawa                 | Ontario             | Kanada | 2002                | 2005               |
| Ottawa Rough Riders                        | Ottawa                 | Ontario             | Kanada | 1958                | 1996               |
| Sacramento Gold Miners/ San Antonio Texans | Sacramento San Antonio | Kalifornien · Texas | USA    | 1993                | 1995               |
| Shreveport Pirates                         | Shreveport             | Louisiana           | USA    | 1994                | 1995               |

## Mästare

### Kronologiskt
I listan nedan står antalet Grey Cup-titlar sedan CFL:s grundande inom parentes (om fler än en).
- 1958 – Winnipeg Blue Bombers
- 1959 – Winnipeg Blue Bombers (2)
- 1960 – Ottawa Rough Riders
- 1961 – Winnipeg Blue Bombers (3)
- 1962 – Winnipeg Blue Bombers (4)
- 1963 – Hamilton Tiger-Cats
- 1964 – BC Lions
- 1965 – Hamilton Tiger-Cats (2)
- 1966 – Saskatchewan Roughriders
- 1967 – Hamilton Tiger-Cats (3)
- 1968 – Ottawa Rough Riders (2)
- 1969 – Ottawa Rough Riders (3)
- 1970 – Montreal Alouettes
- 1971 – Calgary Stampeders
- 1972 – Hamilton Tiger-Cats (4)
- 1973 – Ottawa Rough Riders (4)
- 1974 – Montreal Alouettes (2)
- 1975 – Edmonton Eskimos
- 1976 – Ottawa Rough Riders (5)
- 1977 – Montreal Alouettes (3)
- 1978 – Edmonton Eskimos (2)
- 1979 – Edmonton Eskimos (3)
- 1980 – Edmonton Eskimos (4)
- 1981 – Edmonton Eskimos (5)
- 1982 – Edmonton Eskimos (6)
- 1983 – Toronto Argonauts
- 1984 – Winnipeg Blue Bombers (5)
- 1985 – BC Lions (2)
- 1986 – Hamilton Tiger-Cats (5)
- 1987 – Edmonton Eskimos (7)
- 1988 – Winnipeg Blue Bombers (6)
- 1989 – Saskatchewan Roughriders (2)
- 1990 – Winnipeg Blue Bombers (7)
- 1991 – Toronto Argonauts (2)
- 1992 – Calgary Stampeders (2)
- 1993 – Edmonton Eskimos (8)
- 1994 – BC Lions (3)
- 1995 – Baltimore Stallions
- 1996 – Toronto Argonauts (3)
- 1997 – Toronto Argonauts (4)
- 1998 – Calgary Stampeders (3)
- 1999 – Hamilton Tiger-Cats (6)
- 2000 – BC Lions (4)
- 2001 – Calgary Stampeders (4)
- 2002 – Montreal Alouettes (4)
- 2003 – Edmonton Eskimos (9)
- 2004 – Toronto Argonauts (5)
- 2005 – Edmonton Eskimos (10)
- 2006 – BC Lions (5)
- 2007 – Saskatchewan Roughriders (3)
- 2008 – Calgary Stampeders (5)
- 2009 – Montreal Alouettes (5)
- 2010 – Montreal Alouettes (6)
- 2011 – BC Lions (6)
- 2012 – Toronto Argonauts (6)
- 2013 – Saskatchewan Roughriders (4)
- 2014 – Calgary Stampeders (6)
- 2015 – Edmonton Eskimos (11)
- 2016 – Ottawa Redblacks
- 2017 – Toronto Argonauts (7)
- 2018 – Calgary Stampeders (7)
- 2019 – Winnipeg Blue Bombers (8)
- 2020 – Ingen mästare[a]
- 2021 – Winnipeg Blue Bombers (9)
- 2022 – Toronto Argonauts (8)
- 2023 – Montreal Alouettes (7)

1. ↑  Hela 2020 års säsong av CFL ställdes in på grund av covid-19-pandemin.

### Per klubb
I tabellen nedan anges endast klubbarnas nuvarande namn för de klubbar som existerar i dag. Nedlagda klubbar står i kursiv stil.
| Nr | Klubb                    | Antal | År                                                               |
| -- | ------------------------ | ----- | ---------------------------------------------------------------- |
| 1  | Edmonton Elks            | 11    | 1975, 1978, 1979, 1980, 1981, 1982, 1987, 1993, 2003, 2005, 2015 |
| 2  | Winnipeg Blue Bombers    | 9     | 1958, 1959, 1961, 1962, 1984, 1988, 1990, 2019, 2021             |
| 3  | Toronto Argonauts        | 8     | 1983, 1991, 1996, 1997, 2004, 2012, 2017, 2022                   |
| 4  | Calgary Stampeders       | 7     | 1971, 1992, 1998, 2001, 2008, 2014, 2018                         |
| 4  | Montreal Alouettes       | 7     | 1970, 1974, 1977, 2002, 2009, 2010, 2023                         |
| 6  | BC Lions                 | 6     | 1964, 1985, 1994, 2000, 2006, 2011                               |
| 6  | Hamilton Tiger-Cats      | 6     | 1963, 1965, 1967, 1972, 1986, 1999                               |
| 8  | Ottawa Rough Riders      | 5     | 1960, 1968, 1969, 1973, 1976                                     |
| 9  | Saskatchewan Roughriders | 4     | 1966, 1989, 2007, 2013                                           |
| 10 | Baltimore Stallions      | 1     | 1995                                                             |
| 10 | Ottawa Redblacks         | 1     | 2016                                                             |